# Thetford Mines
Thetford Mines is een stad (ville) in de Canadese provincie Québec en telt 26.861 inwoners (2005).